# Sebastian Elmaloglou
Sebastian Elmaloglou es un actor australiano conocido principalmente por haber interpretado a Max Sutherland en la serie Home and Away.

## Biografía
Es hijo de padre griego y madre inglesa. 
Es el hermano menor de Peter Elmaloglou y los actores Dominic Elmaloglou y Rebekah Elmaloglou, es tío del actor Connor Elmaloglou. 
Sebastian es sobrino de la famosa actriz Judi Dench.

## Carrera
En 1996 apareció en la serie policíaca G.P. donde interpretó a Danny Papadopoulos durante el episodio "Someone to Turn To". Anteriormente había aparecido por primera vez en la serie en 1995 donde interpretó a Dominic Garland en el episodio "You Say Potato".
El 21 de enero de 2002 se unió al elenco recurrente de la exitosa serie australiana Home and Away donde interpretó a Max Sutherland el sobrino de Rhys Sutherland, hasta el 1 de septiembre de 2004, luego de que su personaje decidiera irse de la bahía para estudiar.

## Filmografía
- Series de televisión

| Año         | Serie         | Personaje          | Notas                         |
| ----------- | ------------- | ------------------ | ----------------------------- |
| 2002 - 2004 | Home and Away | Max Sutherland     | 37 episodios                  |
| 1997        | Fallen Angels | Troy Everett       | episodio "Baby It's You"      |
| 1996        | G.P.          | Danny Papadopoulos | episodio "Someone to Turn To" |

- Teatro[3]

| Año  | Obra          | Personaje | Director (a)     | Teatro                 | Notas                                                                         |
| ---- | ------------- | --------- | ---------------- | ---------------------- | ----------------------------------------------------------------------------- |
| 2001 | The Gypsy Boy | -         | Kim Carpenter    | -                      | junto Russell Dykstra, Lucia Mastrantone, Mitchell McDermott & Netta Yashchin |
| 1999 | Burnt Piano   | -         | Richard Wherrett | Belvoir Street Theatre | junto Max Cullen, Ronald Falk, Elaine Hudson & Monica Maughan                 |